# Guéra
Guéra er en af de 23 regioner i Tchad. Regionens hovedby er Mongo. Regionen består af det som tidligere var præfekturet Guéra.

## Inddeling
Guéra-regionen er inddelt i to departementer:
| Departement  | Hovedby | Underpræfekturer                                   |
| ------------ | ------- | -------------------------------------------------- |
| Guéra        | Mongo   | Bang Bang, Baro, Bitkine, Mangalmé, Mongo, Niergui |
| Barh Signaka | Melfi   | Chinguil, Melfi, Mokofi                            |

## Demografi
Regionen havde en befolkning på 306.653 indbyggere i 1993, hvoraf 263.843 var fastboende (ruralt 219 884, urbant 43.959) og 42.810 nomader. De vigtigste etnisk-sproglige grupper er hadjeraiere (66,18 %) og arabere (21,11 %).